# Aulus Manli Torquat (pretor 52 aC)
Aulus Manli Torquat (llatí: Aulus Manlius Torquatus) va ser un magistrat romà que va viure al segle i aC. Era probablement fill d'Aulus Manli Torquat (pretor 70 aC). Formava part de la gens Mànlia i era de la família dels Manli Torquat.
Va ser pretor l'any 52 aC i va presidir el tribunal del judici contra Tit Anni Papià Miló per suborn. A la Segona guerra civil romana iniciada l'any 49 aC va abraçar el partit de Gneu Pompeu Magne i després de la derrota d'aquest a la batalla de Farsàlia (48 aC) es va retirar a Atenes on va viure en exili (era a Atenes l'any 45 aC). Va ser íntim amic de Ciceró que li va dirigir quatre cartes mentre va durar el seu exili.